# Zastava Saudijske Arabije
Zastava Saudijske Arabije je usvojena u sadašnjoj formi 15. ožujka 1973.
Na zelenoj podlozi se nalazi bijeli mač i iznad njega arapskim pismom napisano la ilaha ill allah muhammadun rasul allah (Svjedočim da nema drugog boga osim Alaha, i svjedočim da je Muhammed Božji rob i Božji Poslanik). Zelena boja je boja islama i poslanika Muhammeda a "šehadet" je izraz pripadnosti islamu. Mač simbolizira čestitost i pravdu. Lice i naličje zastave nisu u potpunosti isti da bi se tekst mogao s obje strane čitati pravilno, s desna u lijevo.